# Club Deportivo Guijuelo
ElCD Guijuelo és un club de futbol d'Espanya, de la ciutat de Guijuelo a Salamanca. Va ser fundat el 1974 i juga a la Segona divisió B.

## Història
El Club Esportiu Guijuelo es va fundar el 1974. El seu primer president va ser David Hernández Ingelmo.
La temporada 2003/04 l'equip debuta a la Segona divisió B. En aquesta categoria només dura una temporada. Aquest any torna a la Tercera Divisió (Grup VIII), encara que torna a ascendir a 2a B, on milita des de llavors.

## Uniforme
Vesteix la marca esportiva Bemiser, que també dona la benvinguda als equips com l'Antequera CF, el Zamora CF, la SD Huesca, o el CD Castelló.
- Uniforme titular: Samarreta verda, pantaló blanc i mitges verdes
- Uniforme alternatiu: Samarreta vermella, pantaló vermell i mitges vermelles

### Signatura Esportiva
- ? - 2009: Bemiser

### Patrocinador
- ? - 2009: Denominació d'Origen Guijuelo, Castilla i Lleó és vida, Caja Duero

## Estadi
- Estadi Municipal de Guijuelo, amb capacitat per a 1.500 persones.

### Seu Social
C / Chinarral, 18, 1r
Tlfn-fax: 923580993
37770 Guijuelo

## Dades del club
- Temporades a 1a: 0
- Temporades a 2a: 0
- Temporades a 2a B: 4
- Temporades a 3 a: 3
- Millor posició a la lliga: 9 º (Segona divisió B temporada 07-08)
- Pitjor posició a la lliga: 17 º (Segona divisió B temporada 04-05)